# Rio Ishikari
O  rio Ishikari (石狩川, Ishikari-gawa), é um rio da ilha Hokkaidō, no Japão. Com 268 km de comprimento é o mais longo da ilha e o terceiro mais longo do Japão. Drena uma área de 14 330 km², a segunda maior bacia hidrográfica do Japão.
Nasce no Monte Ishikari e corre pela zona de Asahikawa e Sapporo. Os maiores afluentes são o Chūbetsu, o Uryū, o Sorachi e o Toyohira. Até há cerca de 40 000 anos corria para o oceano Pacífico e tinha a sua foz perto de Tomakomai, mas lava das montanhas vulcânicas Shikotsu fez mover o seu percurso, e hoje corre para o mar do Japão.
O nome do rio provém da língua ainu, pela palavra que significa rio oscilante.

## Ligações externas

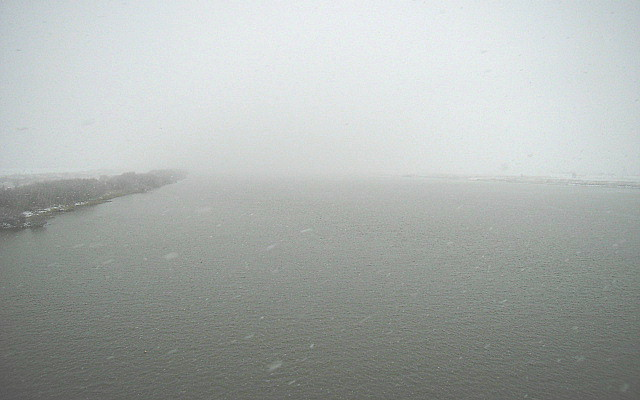
O rio Ishikari a norte de Sapporo.